# Gerhard Schäfer (Journalist)
Gerhard Schäfer (* 27. Juni 1922 in Hanau; † 13. April 2015 in Bochum) war ein deutscher Hörfunkjournalist. Er war unter anderem Programmdirektor.

## Leben
Gerhard Schäfer wurde im Juni 1922 in Hanau am Main geboren, wuchs als Sohn von Hedwig Schäfer, geborene Zuschlag (Nachfahrin des Professors K. Zuschlag, einem Klassenlehrer des späteren Wilhelm II. am Friedrichs-Gymnasium in Kassel) und ihrem Ehemann, dem Rechtsanwalt und Notar Ludwig Schäfer, in Kassel auf und bestand am dortigen Humanistischen Gymnasium im Jahr 1939 sein Abitur. Zu Beginn des Zweiten Weltkrieges kam er als Fahnenjunker zum Artillerieregiment 12 nach Magdeburg und geriet zu Kriegsende kurzzeitig in britische Gefangenschaft. Nach seiner Entlassung arbeitete Schäfer eine Zeit lang in einer Armaturenfabrik, ehe er sich in den Jahren 1945 bis 1947 am Pädagogischen Seminar der Pädagogischen Hochschule in Bremen zum Lehrer mit Examen ausbilden ließ und noch im selben Jahr in den Bremer Schuldienst eintrat. Parallel dazu war er in der Journalistischen Studiengesellschaft und als freier Mitarbeiter bei verschiedenen Tageszeitungen tätig.
Im Jahr 1947 kam Gerhard Schäfer zu Radio Bremen, wo er mit dem Aufbau eines Schulfunkprogramms betraut wurde, bevor im darauffolgenden Jahr seine Ernennung zum Leiter des Schulfunks erfolgte. 1950 war er an der Columbia University in New York am Institute of Public Research. Im selben Jahr wurde er bei Radio Bremen auch Leiter des Schul- und Jugendfunks. Weitere Stationen beim Sender waren ab 1962 die Leitung der Hauptabteilung Erziehung, außerdem war er als Beauftragter des Intendanten für die Nachwuchsausbildung im Hörfunkprogramm zuständig. Im Jahr 1971 wurde er Programmdirektor des Hörfunks, nachdem er diesen Posten seit zwei Jahren bereits als Stellvertreter bekleidet hatte, und 1972 erfolgte seine Berufung in das Amt des stellvertretenden Intendanten, das er bis 1980 innehatte. 1982 ging Schäfer aus gesundheitlichen Gründen in den Ruhestand. Er war evangelisch, verheiratet seit 1944 mit Gabriele Schäfer, geborene Spindler, hatte zwei Töchter (Barbara-Christine und Katharina Franziska) und lebte in Bremen-Oberneuland.
Gerhard Schäfer, der seit 1950 Mitglied der SPD war, hatte nach der Gründung der Bremischen Landesmedienanstalt im Jahr 1989 17 Jahre lang den Vorsitz des Landesrundfunkausschusses inne. Er war zudem Mitglied des Vorstands der Philharmonischen Gesellschaft Bremen und gehörte der Deutsch-Französischen Hörfunk-Kommission an.  Er war Oberstleutnant der Reserve und Beiratsmitglied der inneren Führung der Bundeswehr.